# John P. Jones
Pour les articles homonymes, voir John Jones et Jones.
John Percival Jones (27 janvier 1829 – 12 novembre 1912) est un homme politique américain, sénateur républicain du Nevada et cofondateur de la ville de Santa Monica en Californie. Il a fait fortune dans les mines d'argent du Comstock Lode.

## Biographie
Né à Hay-on-Wye au pays de Galles, il immigre à l'âge de deux ans à Cleveland dans l'Ohio, où son père crée une fabrique de marbre. Après avoir participé à la ruée vers l'or en Californie en 1849, il devient shériff du comté de Trinity où il s'est établi puis représentant au Sénat de Californie de 1863 à 1867. 
En 1868, il s'installe sur le Comstock Lode et devient directeur de la Crown Point Mine. En avril 1869, un terrible incendie au fond de cette mine cause la mort de 35 mineurs. Les syndicats obtiennent qu'il augmente le salaire journalier à 4 dollars.
À partir de décembre 1870, il rachète les actions de la Crown Point Mine, avec son ami le spéculateur Alvinza Hayward, pour mieux profiter du Crown Point Bonanzza, la découverte d'un gisement d'or et d'argent. Immédiatement, toutes les actions des compagnies minières s'envolent L'actionnaire de la mine, la Bank of California perd la majorité du capital et lui cède ses actions.
Devenu très populaire, John P. Jones est facilement élu sénateur en 1872 face au banquier William Sharon de la Bank of California. Ce dernier l'avait accusé d'avoir volontairement causé le terrible incendie au fond de la mine, pour faire baisser les cours et s'emparer du capital.
En 1874, avec son ami le sénateur William Morris Stewart, il fonde la Panamint Mining Company et la petite ville de Panamint City. Une ligne de chemin de fer, la Los Angeles and Independence Railroad, doit relier la mine à Los Angeles. Mais les mines seront abandonnées, deux ans après le krach boursier de 1873 et le Coinage Act of 1873, quand en 1875 une nouvelle crise boursière touche les mines d'argent. La Los Angeles and Independence Railroad ne sera jamais terminée. 
Au Sénat, il préside le comité sur les maladies épidémiques de 1893 à 1903, puis s'investit dans la promotion d'une pièce de monnaie de 25 cents en argent. Comme beaucoup de républicains américains du grand ouest, il a quitté le parti en 1896, déçu du manque d'action sur la question du bimétallisme.
Son ancienne demeure à Santa Monica deviendra plus tard le Fairmont Hotels and Resorts.
Il est inhumé au cimetière de Lauren Hill à San Francisco. 
Jules Verne le mentionne au chapitre II de son roman L'École des Robinsons.